# Carmichaelia uniflora
Carmichaelia uniflora är en ärtväxtart som beskrevs av Thomas Kirk. Carmichaelia uniflora ingår i släktet Carmichaelia och familjen ärtväxter. Inga underarter finns listade i Catalogue of Life.